# Tioga (Virginia Occidental)
Tioga es un lugar designado por el censo (en inglés, census-designated place, CDP) ubicado en el condado de Nicholas, Virginia Occidental, Estados Unidos. Según el censo de 2020, tiene una población de 79 habitantes.

## Geografía
La localidad está ubicada en las coordenadas 38°25′19″N 80°39′18″O / 38.42194, -80.65500. Según la Oficina del Censo de los Estados Unidos, tiene una superficie de 1.61 km², correspondientes en su totalidad a tierra firme.

## Demografía
Según el censo de 2020, hay 79 personas residiendo en la localidad. La densidad de población es de 49.07 hab./km². El 89.87% de los habitantes son blancos y el 10.13% son de una mezcla de razas. Del total de la población, el 1.27% es hispano o latino.